# Acrocercops distylii
Acrocercops distylii är en fjärilsart som beskrevs av Tosio Kumata och Hiroshi Kuroko 1988. Acrocercops distylii ingår i släktet Acrocercops och familjen styltmalar. Inga underarter finns listade i Catalogue of Life.